# Philodromus parietalis
Philodromus parietalis es una especie de araña cangrejo del género Philodromus, familia Philodromidae. Fue descrita científicamente por Simon en 1875.

## Distribución
Esta especie se encuentra en España y Francia.